# YIPF1
YIPF1 (англ. Yip1 domain family member 1) – білок, який кодується однойменним геном, розташованим у людей на короткому плечі 1-ї хромосоми.  Довжина поліпептидного ланцюга білка становить 306 амінокислот, а молекулярна маса — 34 277.
| 10         |  | 20         |  | 30         |  | 40         |  | 50         |
| ---------- |  | ---------- |  | ---------- |  | ---------- |  | ---------- |
| MAAVDDLQFE |  | EFGNAATSLT |  | ANPDATTVNI |  | EDPGETPKHQ |  | PGSPRGSGRE |
| EDDELLGNDD |  | SDKTELLAGQ |  | KKSSPFWTFE |  | YYQTFFDVDT |  | YQVFDRIKGS |
| LLPIPGKNFV |  | RLYIRSNPDL |  | YGPFWICATL |  | VFAIAISGNL |  | SNFLIHLGEK |
| TYHYVPEFRK |  | VSIAATIIYA |  | YAWLVPLALW |  | GFLMWRNSKV |  | MNIVSYSFLE |
| IVCVYGYSLF |  | IYIPTAILWI |  | IPQKAVRWIL |  | VMIALGISGS |  | LLAMTFWPAV |
| REDNRRVALA |  | TIVTIVLLHM |  | LLSVGCLAYF |  | FDAPEMDHLP |  | TTTATPNQTV |
| AAAKSS     |  |            |  |            |  |            |  |            |

A: Аланін

C: Цистеїн

D: Аспарагінова кислота

E: Глутамінова кислота

F: Фенілаланін

G: Гліцин

H: Гістидин

I: Ізолейцин

K: Лізин

L: Лейцин

M: Метіонін

N: Аспарагін

P: Пролін

Q: Глутамін

R: Аргінін

S: Серин

T: Треонін

V: Валін

W: Триптофан

Задіяний у такому біологічному процесі як альтернативний сплайсинг. 
Локалізований у мембрані.